# Baire-Raum (allgemein)
Ein Baire-Raum, auch Baire’scher Raum genannt, ist ein spezieller topologischer Raum in der Topologie, einem Teilgebiet der Mathematik. Baire-Räume sind nach René Louis Baire benannt und besitzen gewisse Regularitätseigenschaften. So sind sie aus topologischer Sicht groß in dem Sinne, dass sie nicht mager sind und demnach nicht als abzählbare Vereinigung nirgends dichter Mengen geschrieben werden können.
In Baire-Räumen gelten viele weitreichende Implikationen, insbesondere für die Funktionalanalysis. So lassen sich der Satz von Banach-Steinhaus, das Prinzip der gleichmäßigen Beschränktheit und der Satz über die offene Abbildung aus der Tatsache ableiten, dass jeder vollständige metrische Raum ein Baire-Raum ist.

## Definition
Gegeben sei ein topologischer Raum {\displaystyle (X,{\mathcal {O}})}. Eine Menge heißt nirgends dicht, wenn das Innere ihres Abschlusses leer ist. Des Weiteren heißt eine Menge mager, wenn sie die Vereinigung von abzählbar vielen nirgends dichten Mengen ist.
Der topologische Raum {\displaystyle X} heißt nun ein Baire-Raum, wenn eine der folgenden äquivalenten Bedingungen erfüllt ist:
(a) Das Komplement jeder mageren Menge ist dicht in {\displaystyle X}.
(b) Eine nichtleere offene Teilmenge von {\displaystyle X} ist niemals mager.
(c) Jede Vereinigung von höchstens abzählbar vielen abgeschlossenen Teilmengen von {\displaystyle X} ohne innere Punkte ist ihrerseits ohne innere Punkte.
(d) Jeder Schnitt von höchstens abzählbar vielen offenen, in {\displaystyle X} dichten Teilmengen ist wieder dicht in {\displaystyle X}.
Es existieren auch abweichende Benennungen. So werden Komplemente von mageren Mengen auch komagere Mengen genannt, magere Mengen auch als Mengen erster Kategorie und nicht magere Mengen als Mengen zweiter Kategorie bezeichnet.

## Beispiele und Eigenschaften
- Jeder vollständig metrisierbare Raum und damit auch jeder polnische Raum ist ein Baire-Raum. Die meisten Autoren nennen diese Aussage den Satz von Baire.[1][3] Insbesondere ist der spezielle Baire-Raum ℕℕ ein Baire-Raum.
- Ebenso ist jeder  lokalkompakte Hausdorff-Raum ein Baire-Raum. Auch diese Aussage wird von manchen Autoren als Satz von Baire bezeichnet oder diesem subsumiert.[2][4]
- Jede nicht-leere, offene Menge eines Baire-Raumes, versehen mit der Teilraumtopologie, ist wieder ein Baire-Raum. Ebenso ist in einem kompakten Hausdorff-Raum jede Gδ-Menge wieder ein Baire-Raum.[2][5]
- Nach dem Kategoriensatz von Banach ist sogar bis auf eine magere Menge jeder topologische Raum ein Baire-Raum.[6] Außerdem ist in einem (nicht leeren) Baire-Raum das Komplement jeder mageren Menge wieder ein Baire-Raum.
- Existiert in einem nicht leeren Baire-Raum eine abzählbare Überdeckung dieses Raumes mit abgeschlossenen Mengen, so besitzt mindestens eine dieser Mengen ein nicht-leeres Inneres. Diese Aussage bildet die Grundlage für den Beweis des Prinzips der gleichmäßigen Beschränktheit.